# Inger Lindahl
Inger Lindahl född 8 februari 1953 i Smögen och bosatt i Göteborg, är en svensk barnboksförfattare. Hon har arbetat som lärare på svenskundervisning för invandrare och på vuxengymnasier. 

## Priser och utmärkelser
- 2000 – BMF-Barnboksplaketten tillsammans med Eva Lindström för böckerna om Zigge
- 2003 – Wettergrens barnbokollon
- 2006 – Göteborgs Stads författarstipendium

https://www.mynewsdesk.com/se/inlasningstjanst_ab/pressreleases/spinderella-tarantella-vinner-foerskolebarnens-litteraturpris-2024-3324213